# Амуда
Амуда (араб. عامودا‎, курд.  ئاموودێ) — город в Сирии, расположен в мухафазе Эль-Хасака недалеко от государственной границы с Турцией.

## История
13 ноября 1960 года в городе произошёл пожар в кинотеатре. В результате пожара погибло 152 ребёнка.

## Географическое положение
Город находится на высоте 461 м над уровнем моря.

## Население
В городе проживают курды. Имеется небольшое христианское меньшинство.